# 前田泰次
前田 泰次（まえだ やすじ、1913年9月21日 - 1982年1月16日）は、工芸研究家、東京芸術大学名誉教授。日本金工史、東洋工芸史、工芸論を講じた。
鋳金家・田中後次の子として東京府大森町（現東京都大田区）に生まれる。
東京府立第五中学、松本高等学校文科乙類を経て、東京帝国大学文学部宗教史学科卒。東京帝室博物館、大阪市立美術館勤務、東京美術学校助教授、1959年東京芸大教授。77年定年退官、名誉教授。文化財保護審議会専門委員、日本伝統工芸展鑑査委員。

## 著書
- 日本の工芸 大八洲出版 1944
- 工芸概論 東京堂 1955
- 奈良の寺 14 大仏と大仏殿 東大寺 岩波書店 1974
- 現代の工芸 生活との結びつきを求めて 1975 (岩波新書)
- 工芸とデザイン 芸艸堂 1978.4
- 茶釜の旅 芸艸堂 1979.11

## 共編著
- 玉川こども百科 69 こうげい 誠文堂新光社 1957
- 玉川百科大辞典 第17 日本・東洋美術 /谷信一,太田博太郎共編 誠文堂新光社 1961
- 日本美術大系 第9巻 金工 蔵田蔵共著 講談社 1961
- 日本の工芸 第3 金工 菅原通済,草柳大蔵共著 淡交新社 1966
- 原色日本の美術 28 近代の建築・彫刻・工芸 神代雄一郎,本間正義共著 小学館 1972
- 工芸志料 黒川真頼（校訂）平凡社 1974 (東洋文庫)
- 硝子のフォークロア 柴田書店 1978.12
- 東大寺大仏の研究 岩波書店 1997.2

## 翻訳
- インダストリアル・デザイン / ハーバート・リード 勝見勝共訳 みすず書房 1957

## 参考
- 日本人名大辞典